# 861
Раннє Середньовіччя •  Епоха вікінгів •  Золота доба ісламу •  Реконкіста

## Геополітична ситуація
У Східній Римській імперії триває правління Михаїла III. Володіння Каролінгів розділені на п'ять королівств: Західно-Франкське королівство, Східно-франкське королівство, Лотарингію, Італію та Прованс. Північ Італії належить Італійському королівству, Рим і Равенна під управлінням Папи Римського, герцогства на південь від Римської області незалежні, деякі області на півночі та на півдні належать Візантії. Піренейський півострів, окрім Королівства Астурія та Іспанської марки, займає Кордовський емірат. Вессекс підпорядкував собі більшу частину Англії, почалося вторгнення данів. Існують слов'янські держави: Перше Болгарське царство, Велика Моравія, Блатенське князівство.
Аббасидський халіфат очолив аль-Мунтасір. У Китаї править династія Тан. Значними державами Індії є Пала, Пратіхара, Чола. В Японії триває період Хей'ан. Хозарський каганат підпорядкував собі кочові народи на великій степовій території між Азовським морем та Аралом. Територію на північ від Китаю захопили єнісейські киргизи.
На території лісостепової України в IX столітті літописці згадують слов'янські племена білих хорватів, бужан, волинян, деревлян, дулібів, полян, сіверян, тиверців, уличів. У Північному Причорномор'ї співіснують різні кочові племена, зокрема булгари, хозари, алани, тюрки, угри, кримські готи. Херсонес Таврійський належить Візантії. У Києві правлять Аскольд і Дір.

## Події
- В Аббасидському халіфаті убито халіфа аль-Мутаваккіля. Почався період, який називають анархією в Самаррі, коли гулями ставили й зміщували халіфів.
- У Східному Франкському королівстві син короля Людовика II Німецького Карломан підняв повстання проти свого батька.
- Візантійські війська на чолі з Михаїлом III вторглися в Перше Болгарське царство.
- Вікінги напали на Париж, інша ватага на Пізу.
- Дани захопили Вінчестер, столицю короля Вессексу Етельберта.
- Церковний собор у Константинополі підтвердив вигнання з катедри патріарха Ігнатія, затвердив Фотія.
- Князь Великої Моравії Ростислав звернувся з проханням до Папи Римського Миколи I про заснування незалежної церковної адміністрації у князівстві. Папа Римський не відповів.